# 互太紡織
互太紡織控股有限公司，簡稱互太紡織控股，以及互太紡織（英語：Pacific Textiles Holdings Limited，港交所：1382），是由蔡建中先生在1994年創辦的，是香港第二間以圓筒針織面料生產商。
業務在全球經營提供紡紗、針織、染色、印花及整理等服務，產品包括针织布、经织布。總部位於香港，而廠房位於廣州南沙。並於2007年5月18日在香港交易所主板上市。
2017年6月30日東麗株式會社以每股10港元，斥資40.5億港元（590億日圓），收購Far East Asia Limited持有的4.05億股互太紡織，約佔持股量的28.03%，東麗將成為公司單一最大股東

## 外部連結
- 互太紡織官方網址 （页面存档备份，存于）